# مسابقات قهرمانی پارا اسنوبرد جهان
پارا اسنوبرد قهرمانی جهان (به انگلیسی: World Para Snowboard Championships) از سال ۲۰۱۵ آغاز شده‌است.

## قهرمانی جهان
| شماره | سال  | شهر       | کشور    | رویدادها |
| ----- | ---- | --------- | ------- | -------- |
| ۱     | ۲۰۱۵ | La Molina | اسپانیا | ۱۰       |
| ۲     | ۲۰۱۷ | Big White | کانادا  | ۱۰       |
| ۳     | ۲۰۱۹ | Pyha      | فنلاند  | ۱۶       |
| ۴     | ۲۰۲۱ | لیلهامر   | نروژ    | ۱۶       |